# Ubisoft
Ubisoft Entertainment S.A. (Euronext: UBI) là một hãng chuyên phát hành và phát triển game đa hệ máy, với trụ sở đặt tại Montreuil-sous-Bois, Pháp. Ubisoft là một hãng toàn cầu với các studio phát triển game trên 17 quốc gia và các công ty con tại 28 quốc gia.
Từ năm 2008, hãng trở thành hãng lớn thứ ba tại châu Âu và lớn thứ tư tại Mỹ trong việc độc lập phát hành video game. Doanh thu của ubisoft đạt 453 triệu euro vào năm 2002-2003, con số này tăng lên 508 triệu euro vào năm sau.Vào năm 2009, tổng số nhân viên của hãng hơn 5000 người, trong đó hơn 4000 người trực tiếp tham gia sản xuất.Ubisoft có studio phát triển game lớn nhất là Ubisoft Montreal, với số nhân viên khoảng 1600 người vào năm 2004. Yves Guillemot, một trong những người sáng lập, là chủ tịch kiêm giám đốc điều hành(CEO).Năm 2008-2009, doanh thu của hãng lần đầu tiên đạt mốc 1 tỷ euro khi thu về 1,085 tỷ.

## Lịch sử
- Năm anh em nhà Guillemot thành lập Ubisoft như là một công ty phát hành game máy tính từ năm 1986 tại Pháp(Brittany). Yves Guillemot đã sớm thỏa thuận với Electronic Arts,Seria On-line, và MicroProse để phân phối các game của họ tại Pháp. Cho tới cuối thập kỷ, Ubisoft bắt đầu mở rộng tới các thị trường khác, bao gồm Mỹ, Anh, và Đức.
- Vào đầu những năm 90,Ubisoft bắt đầu phát triển những game của chính mình nên đã thành lập một studio phát triển game tại Montreuil, Pháp, mà về sau trở thành trụ sở chính của hãng. Ubisoft trở thành một công ty giao dịch công khai vào năm 1996 và tiếp tục mở thêm các văn phòng trên toàn thế giới,bắt đầu ở Thượng Hải và Montréal.
- Năm 2000, Ubisoft mua lại Red Storm Entertainment.
- Tháng 2 năm 2001, Ubiisoft mua lại trụ sở Blue Byte Software tại Düsseldorf, Đức.
- Tháng 3 năm 2001, Tập đoàn Gores Technology bán một vài đơn vị của hãng The Learning Company (bao gồm các tựa game nguyên bản đã phát hành của các hãng Brøderbund Software, Mattel, Mindscape and Strategic Simulations, Inc.) cho Ubisoft. Việc bán lại bao gồm quyền sở hữu trí tuệ cho các sản phẩm game như Myst hay dòng game Prince of Persia.
- Tháng 10 năm 2001, Ubisoft mua lại studio Gamebusters và chuyển studio này tới văn phòng ở Đức.
- Cuối những năm 1990 và đầu những năm 2000, Ubisoft chú tâm vào các game trực tuyến bằng cách hỗ trợ trong các game như Uru: Ages Beyond Myst, The Matrix Online, và một dự án game kết hợp giữa Trung Quốc và Châu Âu là EverQuest.Hãng phát hành thừa nhận trang ubi.com là bộ phận trực tuyến của các game trên. Tuy nhiên, vào tháng 2 năm 2004, Ubisoft hủy bỏ phần dự án của mình với game Uru và trở lại việc thỏa thuận phát hành The Matrix Online. Và chỉ vài tuần sau đó, hãng lại tuyên bố mua lại studio Wolfpack Studios, studio đã phát triển game Shadowbane.
- Tháng 12 năm 2004, đối thủ cạnh tranh EA mua lại 19,9% cổ phần của hãng. Một hành động mà Ubisoft cho là "thù địch".
- Tháng 3 năm 2005, hãng mua lại một phần MC2-Microïds(Microïds Canada)và kết hợp thành Ubisoft Montreal.
- Tháng 7 năm 2006, Ubisoft cũng mua sêri game Driver từ hãng phát hành là Atari với giá 19 triệu euro (khoảng 24 triệu đôla) trong việc nhượng quyền thương mại, quyền sử dụng kỹ thuật (game engine), và phần lớn những thứ khác. Thêm vào đó,mặc dù Ubisoft không mua lại toàn bộ studio,nhưng các thành viên phát triển game Driver của studio Reflections Interactive đều trở thành nhân viên của Ubisoft. Và kết quả là studio Reflections Interactive được đổi tên thành Ubisoft Reflections.
- Ngày 11 tháng 4 năm 2007,Ubisoft công bố mua lại Sunflowers(hãng phát triển game của Đức),tiếp đó là Digital Kids của Nhật vào tháng 11.
- Ubisoft cũng là hãng chịu trách nhiệm phát hành các game nổi tiếng được phát triển bởi các studio lớn khác không thuộc Ubisoft cho các hệ máy khác nhau, như Resident Evil 4(sản phẩm của Capcom cho PlayStation 2) cho máy tính để bàn, và Innocent Life: A Futuristic Harvest Moon cho PlayStation 2 và Harvest Moon Online là 2 sản phẩm trên các hệ máy khác của Marvelous Interactive.
- Ngày 8 tháng 7 năm 2008,Ubisoft mua lại Hybride Technologies, một studio có trụ sở tại Montréal nổi tiếng với việc thiết kế hiệu ứng hình ảnh cho phim và quảng cáo. Thành lập từ hơn 15 năm trước, Hybride sở hữu hơn 100 thành viên. Studio tham gia nhiều dự án thiết kế hình ảnh đầy sáng tạo như phim 300, Frank Miller’s Sin City, dòng phim Spy Kids, và Avatar.
- Vào 10 tháng 11 năm 2008 Ubisoft mua lại Massive Entertainment từ Activision

## Studio
Là hãng lớn thứ 4 trong ngành công nghiệp sản xuất game trên thế giới năm 2009,số lượng studio và nhân viên phát triển mà Ubisoft sở hữu lớn thứ 2 thế giới,ngoài ra còn có một vài đơn vị và văn phòng trực thuộc trên khắp thế giới. Một số trong đó do Ubisoft sáng lập, số khác được mua lại qua thời gian:
Hiện tại
- Ubisoft Casablanca
- Ubisoft Chengdu, bắt đầu hoạt động vào 17/9/2007
- Ubisoft Germany tại Düsseldorf, Đức, bắt đầu hoạt động vào 1995, mua lại Gamebusters vào tháng 10/2001 và tiến hành sáp nhập nhân viên

- Blue Byte Software ở Düsseldorf, Đức, thành lập năm 1988, mua lại vào tháng 2/2001

- Related Designs Software GmbH, thành lập 1/1995, mua lại 30% cổ phần trong công ty vào 11/4/2007.

- Sunflowers Interactive Entertainment Software GmbH tại Heusenstamm, Đức, thành lập năm 1993, mua lại vào 11/4/2007

- Ubisoft India (Ấn Độ), bắt đầu hoạt động vào 2008 sau khi mua lại studio Gameloft ở Pune (Ấn Độ). Tập trung vào việc chuyển thể các game sang các thế hệ máy cầm tay. Tại triển lãm Times Animage 2009 tổ chức tại Pune nhân viên của Ubisoft tiết lộ rằng Studio tại đang phát triển game của riêng mình trên các hệ máy DS, Xbox 360 và PS3.
- Ubisoft Kiev, bắt đầu hoạt động 29/4/2008
- Ubisoft Massive ở Malmö, Thụy Điển, ban dầu là studio Massive Entertainment thành lập năm 1997, Ubisoft mua lại từ Vivendi Games vào 10/11/2008.
- Ubisoft Montpellier, dự án hiện tại bao gồm Rayman Origins, Beyond Good & Evil 2 and Tintin: Secret of the Unicorn. Michel Ancel (người tạo ra game Rayman) là một trong những nhà phát triển thuộc đơn vị này.
- Ubisoft Montreal, bắt đầu hoạt động vào năm 1997 với tên Ubisoft Divertissements Inc. Sau đó việc mua lại một đơn vị của Microids tại Canada vào 2/3/2005 cuối cùng được sáp nhập với đơn vị này. Ubisoft Montreal còn có thêm 2 đơn vị nữa là:

- Hybride Technologies,mua lại 8/7/2008

- Quazal, mua lại 4/11/2010

- Nadeo tại Issy-les-Moulineaux,Paris,Pháp.Thành lập năm 2000,mua lại vào 5/10/2009.
- Ubisoft Nagoya,bắt đầu hoạt động vào tháng 9/1996 với tên cũ Digital Kids.Ubisoft mua lại vào năm 2008
- Ubisoft Paris, cha đẻ của những tựa game như Rayman Raving Rabbids 2, Red Steel, Red Steel 2, and XIII.
- Ubisoft Poland(Ba Lan), mở cửa vào năm 2009
- Ubisoft Quebec, bắt đầu hoạt động 1/6/2005, có trụ sở tại Quebec City, Quebec, Canada.
- Ubisoft Red Storm tại Morrisville, Bắc Carolina, Mỹ, thành lập năm 1996 và mua lại vào tháng 8 năm 2000
- Ubisoft Reflections tại Newcastle, Vương quốc Anh, được thành lập vào năm 1984 trước đó được biết đến là hãng Reflections Interactive và được mua lại vào 26/8/2006, từ Atari.
- Ubisoft Romania ở Bucharest, Romania và Craiova, bắt đầu vào tháng 10 năm 1992.
- Ubisoft Shanghai (Thượng Hải), tuyên bố vào đầu năm 2009 rằng Shanghai studio sẽ phát triển sản phẩm game I Am Alive mới trên nền Window sắp ra mắt, hệ máy PlayStation 3 và Xbox 360 thay vì dự kiến ban đầu là studio Darkworks sẽ làm.
- Ubisoft Singapore, bắt đầu hoạt động vào 8/2008. Ubisoft viện dẫn rằng chính phủ Singapore thể hiện sự quan tâm và hỗ trợ cho ngành công nghiệp game, cùng với các yếu tố khác như chất lượng giáo dục đại học và đào tạo tổ chức, là các lý do để mở một studio ở đây. Ubisoft Singapore tập trung vào việc phát triển game của riêng mình.
- Ubisoft Toronto, công bố vào 6/7/2009, đứng đầu studio là nhà sản xuất game Assassin's Creed:Jade Raymond. Sản phẩm đầu tay của studio sẽ bao gồm phiên bản mới của dòng game Splinter Cell được làm bởi chính đội ngũ nòng cốt đã thực hiện các phiên bản trước đó của game tại Ubisoft Montreal
- Ubisoft Vancouver, bắt đầu hoạt động vào 3/2/2009 sau khi mua lại Action Pants Inc.
- Ubisoft Milan, bắt đầu hoạt động vào đầu năm 1998.
- Ubisoft Barcelona, bắt đầu hoạt động vào năm 1998.
- Ubisoft Da Nang (Việt Nam), bắt đầu hoạt động vào tháng 4 năm 2020

Các studio đã đóng cửa
- Ubisoft São Paulo, bắt đầu hoạt động vào 24/6/2008 và vào 20/1/2009,Ubisoft mua lại Southlogic Studios và tiến hành sáp nhập nó với studio São Paulo này. Nó bị đóng cửa vào cuối năm 2010
- Sinister Games, mua lại tháng 4/2000, đóng cửa vào 6/2003
- Wolfpack Studios tại Austin, Texas, Mỹ,thành lập năm 1999 và được mua lại vào 1/3/2004 và bị đóng cửa vào 2006.

## Danh sách các Game
Danh sách các game do Ubisoft đã phát triển hoặc phát hành

### 2011
- Anno 2070 (PC)
- Assassin's Creed: Revelations (PC, Xbox 360, PlayStation 3)
- Assassin's Creed: Lost Legacy (3DS)
- Battle Tag (PC, Nintendo DS, PlayStation 3)
- Call of Juarez: The Cartel (PC, Xbox 360, PlayStation 3)
- Child of Eden (Xbox 360, PlayStation 3)[5]
- Driver: San Francisco (PC, Xbox 360, PlayStation 3, Wii, Mac OS X)
- Driver: Renegade (3DS)
- From Dust (PC, PSN, XBLA)[6]
- I Am Alive (PC, PlayStation 3, Xbox 360)
- Innergy (PC, Mac OS X)
- James Noir's Hollywood Crimes (3DS)[7]
- Just Dance 3 (Xbox 360, Wii)
- Might and Magic: Heroes VI (PC)
- NCIS: The Video Game (PC, Xbox 360, PlayStation 3, Wii, Nintendo DS)
- Outland (PlayStation Network, Xbox Live Arcade)
- Rayman Origins (PlayStation 3, Xbox 360, Wii, Nintendo 3DS, PlaySation Vita)
- Swift Justice With Nancy Grace (Nintendo DS, Xbox 360, PC, PlayStation 3)
- Tom Clancy's Splinter Cell Trilogy (PS3)
- TrackMania 2 (PC)
- The Smurfs (Nintendo Wii, Nintendo DS & Nintendo 3DS)
- Smurfs Dance Party (Nintendo Wii)
- Fit in Six (Nintendo Wii, PlayStation 3 PlayStation Move)
- The Adventures of Tintin: The Game (PC, Xbox 360, PlayStation 3, Wii, Nintendo DS)
- Michael Jackson: The Experience  (Nintendo 3DS,PlayStation Vita)

### 2012
- Tom Clancy's Ghost Recon: Future Soldier (PC, Xbox 360, PlayStation 3)
- Brothers in Arms: Furious 4 (PlayStation 3, Xbox 360, PC)
- Far Cry 3 (PlayStation 3, Xbox 360, PC)
- Assassin's Creed III (PlayStation 3, Xbox 360, Wii U, PC)
- "ZombiU"(Wii U)
- Just Dance 4"(Wii U,Wii,Xbox 360 Kinect,PlayStation 3.)

### Unknown date
- Tom Clancy's EndWar 2
- Beyond Good & Evil 2
- Imagine series
- QuestMania
- ShootMania
- Tom Clancy's Splinter Cell: Retribution[8]
- Your Shape
- Racquet Sports (Xbox 360)
- Rainbow Six
- Killer Freaks From Outerspace (Wii U)
- Valiant Hearts: The Great war

### Game engine
Ubisoft sử dụng một số lượng khá nhiều các engine. Trong thời điểm hiện tại, hãng có giấy phép sử dụng các engine của hãng thứ ba như:Epic Games với Unreal Engine 2.5 (Tom Clancy's Splinter Cell: Double Agent, Tom Clancy's Splinter Cell: Conviction, and Red Steel), và Unreal Engine 3.0 (Tom Clancy's Rainbow Six Vegas, Tom Clancy's Rainbow Six Vegas 2, Brothers in Arms: Hell's Highway). GRIN's Diesel Engine (Tom Clancy's Ghost Recon Advanced Warfighter (PC), Tom Clancy's Ghost Recon Advanced Warfighter 2 (PC)). CryEngine (Far Cry Instincts). Onyx Engine được dùng vài lần vào năm 2007 trong các game trên hệ máy DS và PSP; Cranium Kabookii, Chessmaster: The Art of Learning (DS), Surf's Up (DS and PSP), và TMNT (DS and PSP).
Thêm vào đó, Ubisoft có sở hữu độc quyền và các hãng phát triển game tự sản xuất engine, bao gồm: the Anvil engine (Assassin's Creed, Prince of Persia, Shaun White Snowboarding, Assassin's Creed II, Assassin's Creed: Brotherhood), YETI engine (Tom Clancy's Ghost Recon Advanced Warfighter,Tom Clancy's Ghost Recon Advanced Warfighter 2, America's Army: True Soldiers, Beowulf, Lost: Via Domus, Tom Clancy's Ghost Recon Online), Jade engine (Peter Jackson's King Kong: The Official Game of the Movie, Beyond Good & Evil, Rayman Raving Rabbids, TMNT, Rayman Raving Rabbids 2, Naruto: Rise of a Ninja, Naruto: The Broken Bond), LyN engine (Rabbids Go Home, Red Steel 2), Dunia engine (Far Cry 2, Avatar: The Game) và Scaleform GFx Avatar: The Game,Tom Clancy's Ghost Recon Advanced Warfighter 2 (PSP), Prince of Persia: The Forgotten Sands (Wii).
Uplay
Với việc phát hành Assassin's Creed II vào năm 2009, Ubisoft tiến hành mạng Uplay, mạng này hoạt động cả trong game hoặc thông qua trang web Uplay. Uplay cho phép người chơi kết nối với các game thủ khác, và kiếm phần thưởng dựa trên kết quả các trò chơi có hỗ trợ Uplay, với lời tuyên bố của giám đốc điều hành Ubisoft Yves Guillemot "bạn càng chơi, bạn càng có nhiều món đồ miễn phí".

## Phần cứng
Năm 2009 Ubisoft cho ra đời Ubisoft Motion Tracking Camera(camera theo dõi chuyển động) cho hệ máy Wii để ghi lại chuyển động của người chơi để chơi những game như Your Shape featuring Jenny McCarthy and Racquet Sports.

## Linh vật
Rayman hiện tại là linh vật chính thức của Ubisoft.

## Các tranh chấp
Ubisoft đã có một thời gian gây tranh cãi về việc sử dụng công nghệ chống sao chép StarForce, và được biết là gây ra một số vấn đề về phần cứng và vấn đề tương thích với hệ điều hành,bắt đầu với game Clancy's Splinter Cell: Chaos Theory,đã không tương thích với Windows XP Professional x64 Edition trong một thời gian, cho đến khi một bản vá lỗi được phát hành bởi các nhà sản xuất StarForce. Vào 14/4/2006, Ubisoft xác nhận rằng họ sẽ ngừng sử dụng StarForce trong các game của mình,với lý do khách hàng phàn nàn quá nhiều.
Trong tháng 2/2008,tạp chí game Electronic Gaming Monthly (EGM), trưởng ban biên tập Dan "Shoe" Hsu khẳng định rằng Ubisoft đã chấm dứt cung cấp mọi tựa game cho EGM với bất cứ mục đích nào,là kết quả cho những bài viết chỉ trích và đánh giá tiêu cực của EGM về Ubisoft.
Yves Guillemot,giám đốc điều hành(CEO) của Ubisoft, đã trích dẫn trong báo cáo quý III 08-09 doanh số bán hàng của công ty "một vài game của chúng tôi đã không đạt chất lượng như mong muốn để có thể khai thác hết tiềm năng mà chúng đáng ra phải có, chúng cần doanh số bán ra nhiều hơn là các dự kiến".
Vào tháng 1/2010, Ubisoft đã công bố trình bảo vệ bản quyền kỹ thuật số Online Services Platform, tập trung không chỉ vào việc khách hàng cần phải xác thực game có bản quyền từ lần đầu chạy game, mà còn phải kết nối trực tuyến và liên tục trong suốt quá trình chơi game,khi mất kết nối game sẽ bị dừng tạm thời.Điều này khiến cho một phiên bản copy của game không thể chơi khi không có kết nối internet, cũng đồng thời không thể bán lại đĩa game đó, và cũng có nghĩa rằng khi có trục trặc với máy chủ của Ubisoft, game đó (và có thể nhiều game khác) sẽ không thể chơi nổi. Tháng 2 năm 2010, hai phiên bản game Assassin's Creed 2 và Settlers 7cho máy tính để bàn đã bao gồm trình Online Services Platform này, và thay vì chỉ dừng tạm thời game khi mất kết nối, nó xóa toàn bộ mọi quá trình diễn ra trong game từ sau lần lưu(save) game gần nhất. Tuy nhiên, một bản vá lỗi sau đó cho Assassin's Creed II cho phép người chơi tiếp tục chơi khi có kết nối lại mà không mất quá trình trước đó.
Vào tháng 3/2010, có báo cáo về việc mất điện ở máy chủ theo dõi bản quyền của Ubisoft, khiến cho khoảng 5% khách hàng chính đáng không thể chơi Assassin's Creed 2 và Silent Hunter 5. Ubisoft ban đầu nói rằng đó là do số lượng người sử dụng cố gắng truy cập máy chủ của họ quá đông, tuy nhiên sau đó hãng lại nói rằng nguyên nhân của việc mất điện là do một cuộc tấn công từ chối dịch vụ.

## Khiếu kiện
Trong năm 2008, Ubisoft kiện Optical Experts Manufacturing (OEM), một công ty sao chép DVD, đòi 25 triệu USD vì vụ việc rò rỉ và phân phối game Assassins Creed cho PC. Ubisoft buộc tội rằng OEM đã không thực hiện các biện pháp để bảo vệ sản phẩm của hãng như trong bản hợp đồng. Đơn kiện còn bổ sung rằng OEM đã thừa nhận tất cả các vấn đề.